# 제2차 세계 대전 우크라이나 국립역사박물관
제2차 세계 대전 우크라이나 국립역사박물관(우크라이나어: Національний музей історії України у Другій світовій війні)은 우크라이나 키이우에 소재한 박물관 단지다.
박물관은 현재 위치로 옮겨지기 전에 두 번이나 옮겨졌고, 1981년 5월 9일(승리의 날)에 소련 지도자 레오니트 브레즈네프에 의해 개관했다. 1996년 6월 21일, 당시 우크라이나 대통령이었던 레오니드 쿠치마가 서명한 특별령에 따라 박물관은 현재의 국립 박물관 지위를 얻었다.
이곳은 우크라이나에서 가장 큰 박물관 중 하나로, 키이우에서 가장 잘 알려진 랜드마크 중 하나인 조국기념비를 중심으로 한다.